# جولي وايت
جولي وايت (بالإنجليزية: Julie White)‏ (مواليد 4 حزيران 1961)، ممثلة أفلام ومسرح وتلفزيون أمريكية. حازت جائزة توني عن دورها في مسرحية الكلب الصغير ضحك. اشتهرت بدور نادين سوبودا في المسلسل التلفزيوني غريس أندر فاير وبدور جودي ويتويكي في المتحولون.

## روابط خارجية
- جولي وايت على موقع IMDb (الإنجليزية)
- جولي وايت على موقع ألو سيني (الفرنسية)
- جولي وايت على موقع أول موفي (الإنجليزية)
- جولي وايت على موقع قاعدة بيانات برودواي على الإنترنت (الإنجليزية)
- جولي وايت على موقع قاعدة بيانات الأفلام السويدية (السويدية)
- جولي وايت على موقع قاعدة بيانات الفيلم (الإنجليزية)
- جولي وايت على موقع كينوبويسك (الروسية)
- سيدات رائدات، Working in the Theatre video from American Theatre Wing, December 2006
- BroadwayWorld Article: "Julie White to Star in 'From Up Here' at MTC"